# Eric Cray
Eric Shauwn Brazas Cray (* 11. November 1988 in Olongapo City) ist ein philippinischer Hürdenläufer, der sich auf die 400-Meter-Distanz spezialisiert und auch im Sprint antritt. Er besitzt neben der philippinischen auch die US-amerikanische Staatsbürgerschaft.

## Sportliche Laufbahn
Erste internationale Erfahrungen sammelte Eric Cray im Jahr 2013, als er bei den Asienmeisterschaften in Pune im 110-Meter-Hürdenlauf mit 14,31 s in der ersten Runde ausschied und über 400 Meter Hürden seinen Lauf im Finale nicht beenden konnte. Über 400 m Hürden qualifizierte er sich aber für die Weltmeisterschaften in Moskau, bei denen er mit 52,45 s in der ersten Runde ausschied. Anschließend siegte er bei den Südostasienspielen in Naypyidaw in 51,29 s und belegte über die kürzere Hürdendistanz in 14,34 s den sechsten Platz. Im Jahr darauf nahm er an den Hallenasienmeisterschaften in Hangzhou teil, wurde dort in 6,75 s Fünfter im 60-Meter-Lauf und schied über 60 Meter Hürden mit 8,97 s im Vorlauf aus. Ende Oktober erfolgte die erste Teilnahme an den Asienspielen im südkoreanischen Incheon, bei denen er mit 51,47 s im Finale den sechsten Platz belegte. 2015 qualifizierte er sich erneut für die Weltmeisterschaften in Peking, bei denen er mit 50,04 s ebenfalls in der Vorrunde ausschied. Zuvor siegte er jedoch bei den Südostasienspielen in Singapur mit neuem Landesrekord von 10,25 s im 100-Meter-Lauf sowie in 49,40 s – Spielerekord – auch über 400 m Hürden.
2016 gewann er bei den Hallenasienmeisterschaften in Doha in 6,70 s die Bronzemedaille über 60 Meter hinter den Iranern Hassan Taftian und Reza Ghasemi. Damit qualifizierte er sich für die Hallenweltmeisterschaften in Portland, bei denen er mit 6,67 s im Halbfinale ausschied. Während der Freiluftsaison nahm er an den Olympischen Spielen in Rio de Janeiro teil und erreichte dort das Halbfinale, in dem er mit 49,37 s ausschied. Im Jahr darauf siegte er bei den Asienmeisterschaften in Bhubaneswar in 49,57 s und nahm ein weiteres Mal an den Weltmeisterschaften in London teil, bei denen er diesmal im Vorlauf disqualifiziert wurde. Anfang September nahm er an den Asian Indoor & Martial Arts Games in Aşgabat teil und gewann dort in 6,63 s die Silbermedaille im 60-Meter-Lauf hinter dem Iraner Hassan Taftian. Zudem gewann er in diesem Jahr bei den Südostasienspielen in Kuala Lumpur in 50,03 s die Goldmedaille über 400 m Hürden und gewann im 100-Meter-Lauf in 10,43 s die Silbermedaille hinter dem Malaysier Khairul Hafiz Jantan und sicherte sich mit der philippinischen 4-mal-100-Meter-Staffel mit neuem Landesrekord von 39,11 s die Bronzemedaille hinter den Teams aus Thailand und Indonesien. Bei den Leichtathletik-Hallenweltmeisterschaften 2018 in Birmingham schied er über 60 m Hürden mit 6,81 s im Vorlauf aus und wurde bei den Asienspielen in Jakarta Ende August in 51,53 s Siebter. Zudem schied er mit der Staffel mit 39,59 s in der ersten Runde aus.
Bei den Asienmeisterschaften 2019 in Doha gelangte er über 100 und 200 Meter bis in das Halbfinale und schied dort mit 10,56 s aus und wurde über 200 Meter disqualifiziert. Zudem belegte mit der 4-mal-100-Meter-Staffel in 40,10 s Rang sechs. Anfang Dezember wurde er bei den Südostasienspielen in Capas über 100 Meter in der ersten Runde disqualifiziert, siegte aber im Hürdenlauf in 50,21 s sowie mit 41,67 s auch in der gemischten 4-mal-100-Meter-Staffel. Zudem gewann er mit der 4-mal-100-Meter-Staffel der Männer in 40,04 s die Bronzemedaille hinter Thailand und Malaysia. 2022 schied er bei den Südostasienspielen in Hanoi mit 10,94 s im Vorlauf über 100 Meter aus und siegte in 50,41 s ein weiteres Mal über 400 m Hürden. Im Jahr darauf kam er bei den Hallenasienmeisterschaften in Astana in der Vorrunde über 400 Meter nicht ins Ziel. Im Mai siegte er dann in 50,03 s ein weiteres Mal bei den Südostasienspielen in Phnom Penh und belegte dann bei den Asienmeisterschaften in Bangkok in 49,76 s den sechsten Platz. Im August schied er bei den Weltmeisterschaften in Budapest mit 50,27 s in der ersten Runde aus, ehe er im Oktober bei den Asienspielen in Hangzhou mit 50,24 s den Finaleinzug verpasste.
Er absolvierte ein Studium für Education an der Bethune-Cookman University und einen Master in Human Relations an der University of Oklahoma.

## Persönliche Bestleistungen
- 100 Meter: 10,25 s (0,0 m/s), 9. Juni 2015 in Singapur (philippinischer Rekord)
  - 50 Meter (Halle): 5,76 s, 27. Januar 2017 in Saskatoon (philippinischer Rekord)
  - 60 Meter (Halle): 6,57 s, 14. Februar 2015 in Albuquerque (philippinischer Rekord)
- 200 Meter: 21,25 s (+0,1 m/s), 25. März 2017 in El Paso
  - 200 Meter (Halle): 21,31 s, 13. Februar 2015 in Albuquerque
- 110 m Hürden: 14,17 s (+1,5 m/s), 31. Mai 2013 in Pasig City
  - 60 m Hürden (Halle): 7,86 s, 24. Januar 2014 in Albuquerque
- 400 m Hürden: 48,98 s, 23. Juni 2016 in Madrid (philippinischer Rekord)